# Martin Tudor
Martin Gheorghe Tudor (ur. 10 czerwca 1976 w Avrigu, zm. 30 marca 2020 w Reșicie) – rumuński piłkarz występujący na pozycji bramkarza, trener piłkarski.

## Kariera klubowa
Był uważany za jednego z najlepszych bramkarzy Steauy Bukareszt w latach 2000. Swój pierwszy zawodowy kontrakt podpisał w 1996 roku w wieku 20 lat z Jiulem Petroszany. 14 czerwca 1997 zadebiutował w Divizia A w meczu przeciwko Petrolulowi Ploeszti (0:1). Przed sezonem 1997/98 został sprzedany do drugoligowej Olimpii Satu Mare, a następnie dwa lata później do Steauy Bukareszt. W klubie tym występował przez 6 lat i wywalczył mistrzostwo Rumunii w sezonach 2000/01 i 2004/05. Latem 2005 roku opuścił klub i dołączył do CFR 1907 Cluj. W czerwcu 2008 roku zakończył karierę. Wznowił ją w styczniu 2010 roku i zakończył definitywnie w tym samym roku.

## Kariera trenerska
Po zakończeniu kariery został trenerem bramkarzy i pracował m.in. w takich zespołach jak Steaua Bukareszt, FC U Craiova 1948, Ittihad FC czy FC Voluntari oraz był trenerem bramkarzy kadry Rumunii.

## Okoliczności śmierci
Zmarł 30 marca 2020 na atak serca.

## Sukesy
Steaua Bukareszt
- mistrzostwo Rumunii: 2000/01, 2004/05